# Gye-yak unjeong
Gye-yak unjeong (계약우정?, 契約友情?; lett. "Contratto di amicizia", anche nota con il titolo internazionale How to Buy a Friend) è una serie televisiva sudcoreana trasmessa su KBS2 dal 6 al 14 aprile 2020, tratta dall'omonimo webtoon di Laad Kwon.

## Trama
Due adolescenti stringono un contratto: Heo Don-hyuk promette di proteggere Park Chan-hong dai bulli se lo aiuterà a scoprire la verità dietro il suicidio della sua ragazza.

## Personaggi e interpreti
- Park Chan-hong, interpretato da Lee Shin-young
- Heo Don-hyuk, interpretato da Shin Seung-ho
- Uhm Se-yoon, interpretata da Kim So-hye
- Oh Kyung-pyo, interpretato da Oh Hee-joon
- Choi Mi-ra, interpretata da Min Do-hee
- Shin Seo-jung, interpretata da Cho Yi-hyun

## Produzione
La lettura della sceneggiatura prima dell'inizio delle riprese è avvenuta nel gennaio 2020 al KBS Annex Broadcasting Station di Yeouido, Seul.

## Riconoscimenti
- KBS Drama Award[4]
  - 2020 – Miglior attore in un drama in un solo atto/breve/speciale a Lee Shin-young
  - 2020 – Candidatura Miglior attore in un drama in un solo atto/breve/speciale a Shin Seung-ho
  - 2020 – Candidatura Miglior attrice di supporto a Baek Ji-won
  - 2020 – Candidatura Miglior attrice di supporto a Jang Hye-jin
  - 2020 – Candidatura Miglior attrice esordiente a Kim So-hye